# Ilpýboky
Ilpýboky (ucraniano: Ільпи́боки) es un pueblo de Ucrania, constituido administrativamente como una pedanía del asentamiento de tipo urbano de Demýdivka, en el raión de Dubno de la óblast de Rivne.
En 2018, el pueblo tenía una población de 333 habitantes.
Se ubica en la periferia suroriental de Demýdivka, separado de la capital municipal por el embalse del río Zhábychi.

## Historia
Antes de la formación del actual municipio de Demýdivka en 2016, el pueblo era sede de un consejo rural en el raión de Demýdivka. El consejo rural no tenía pedanías.